# Шеперд (Монтана)
Шеперд (енгл. Shepherd) насељено је место без административног статуса у америчкој савезној држави Монтана.

## Демографија
По попису из 2010. године број становника је 516, што је 323 (167,4%) становника више него 2000. године.
| Група             | 2000.       | 2010.       |
| Белци             | 182 (94,3%) | 482 (93,4%) |
| Афроамериканци    | 0 (0,0%)    | 2 (0,4%)    |
| Азијати           | 0 (0,0%)    | 0 (0,0%)    |
| Хиспаноамериканци | 1 (0,5%)    | 2 (0,4%)    |
| Укупно            | 193         | 516         |